# Vincenzo Cerulli
| Planetoida       | Data odkrycia       |
| ---------------- | ------------------- |
| (704) Interamnia | 2 października 1910 |

Vincenzo Cerulli (ur. 20 kwietnia 1859 w Teramo, zm. 30 maja 1927 w Merate) – włoski astronom.
Pracował w prywatnym obserwatorium w Teramo. Prowadził obserwacje Marsa, jako pierwszy wysunął teorię, że kanały marsjańskie są tylko złudzeniem optycznym. Wraz z Elią Millosevichem opracowywał katalogi gwiazd. 
W 1910 roku odkrył planetoidę (704) Interamnia, nazwał ją łacińskim określeniem swojej rodzinnej miejscowości Teramo.
Jego imieniem nazwano krater na Marsie oraz planetoidę (366) Vincentina.